# Musée de Vienne
Le musée de Vienne (allemand : Wien Museum ou Museen der Stadt Wien) est un groupe de musées de Vienne, composé des musées d'histoire de la ville. En plus du bâtiment principal, sur la Karlsplatz et la villa Hermès, le groupe comprend de nombreux musées spécialisés, des résidences de musiciens et des sites archéologiques.